# Über den Tellerrand

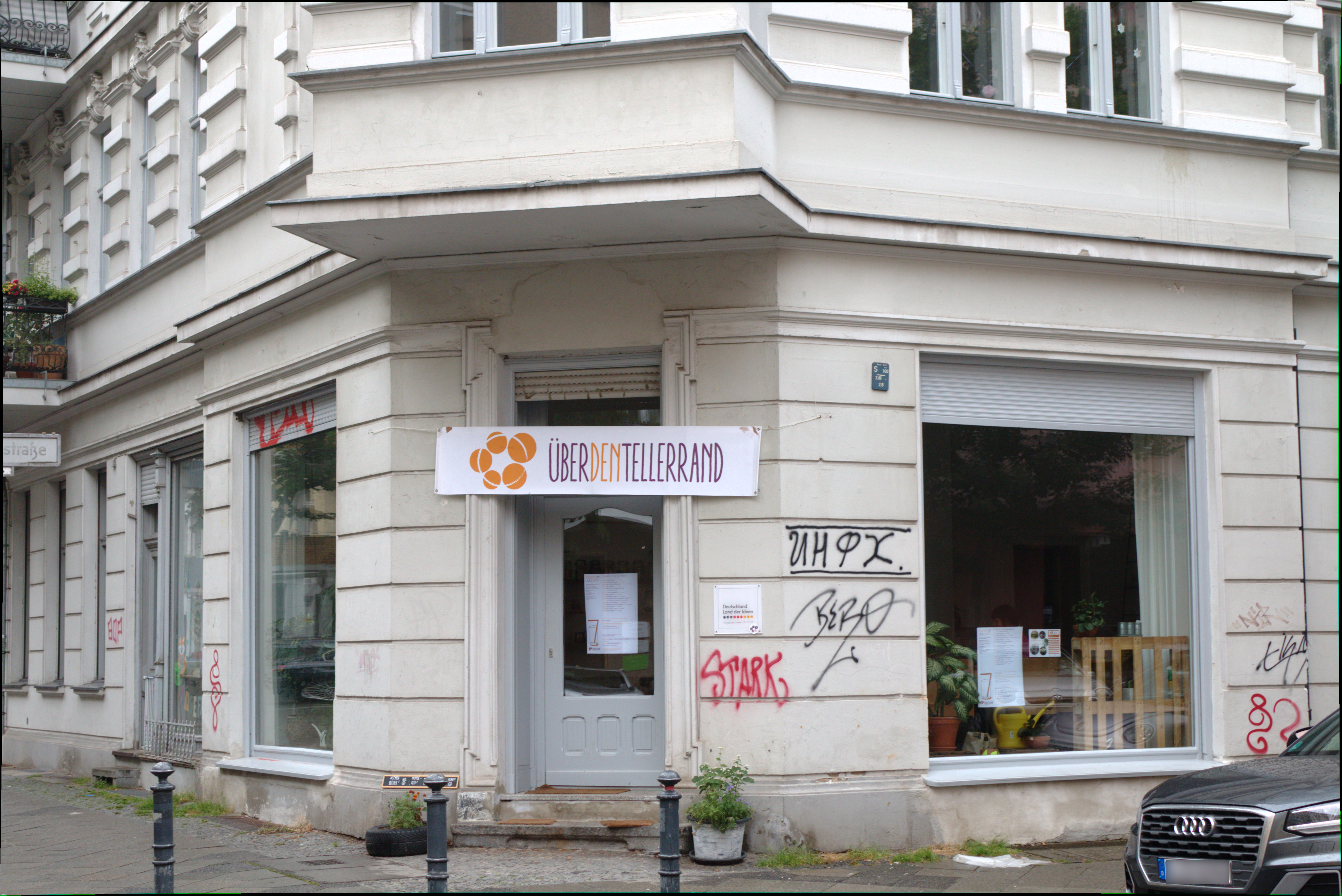
Kitchen Hub de Über den Tellerrand en Berlín

Über den Tellerrand e. V. es una organización sin ánimo de lucro que lucha para la integración de los refugiados. Su sede se encuentra en Berlín. La organización fue fundada el abril de 2014. El objetivo principal es promover la coexistencia entre los refugiados y las personas locales, llevando a cabo una mayor inclusión. De momento, la asociación está activa en 25 ciudades. 

## Historia

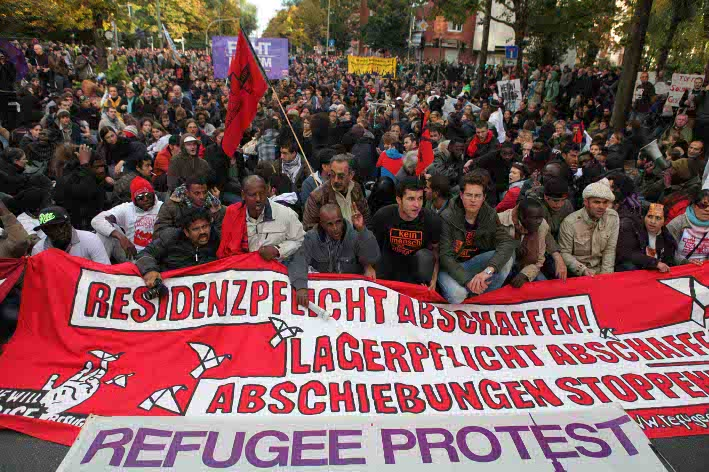
Refugiados protestando en Berlín, en el año 2013.

La idea empezó a desarrollarse en 2013 en Berlín, cuando hubo frecuentes manifestaciones de refugiados en la plaza Oranienplatz de Berlín. La manifestación tuvo mucha cobertura en los medios de comunicación, pero no se decía nada sobre quién era la gente que estaba protestando en la plaza. Los iniciadores de la propuesta Über den Tellerrand leían mucho en los medios sobre la manifestación pero no sobre quién se escondía detrás; su primer objetivo era conocer los refugiados. Para hacerlo, decidieron ir a la plaza con los refugiados y cocinar con ellos de forma regular. De estos encuentros donde cocinaban todos juntos, surgió un libro de cocina. Éste consta de las recetas originales de los refugiados, con el añadido de explicar su historia personal. El libro era parte de un proyecto para una competición de la Freien Universität Berlin (Funpreneur Wettbewerbs). En 8 semanas se diseñó el producto y se puso a la venta. El primer libro tiene 21 recetas, que resultan de los encuentros a Oranienplatz donde cocinaban los refugiados conjuntamente con los locales. Para el desarrollo del libro, el equipo recibió en diciembre de 2013 el premio Funpreneur. En un inicio, solo se imprimieron 400 recetas. Aun así, pronto hubo tanta demanda que los cuatro fundadores quisieron profesionalizar el proyecto.

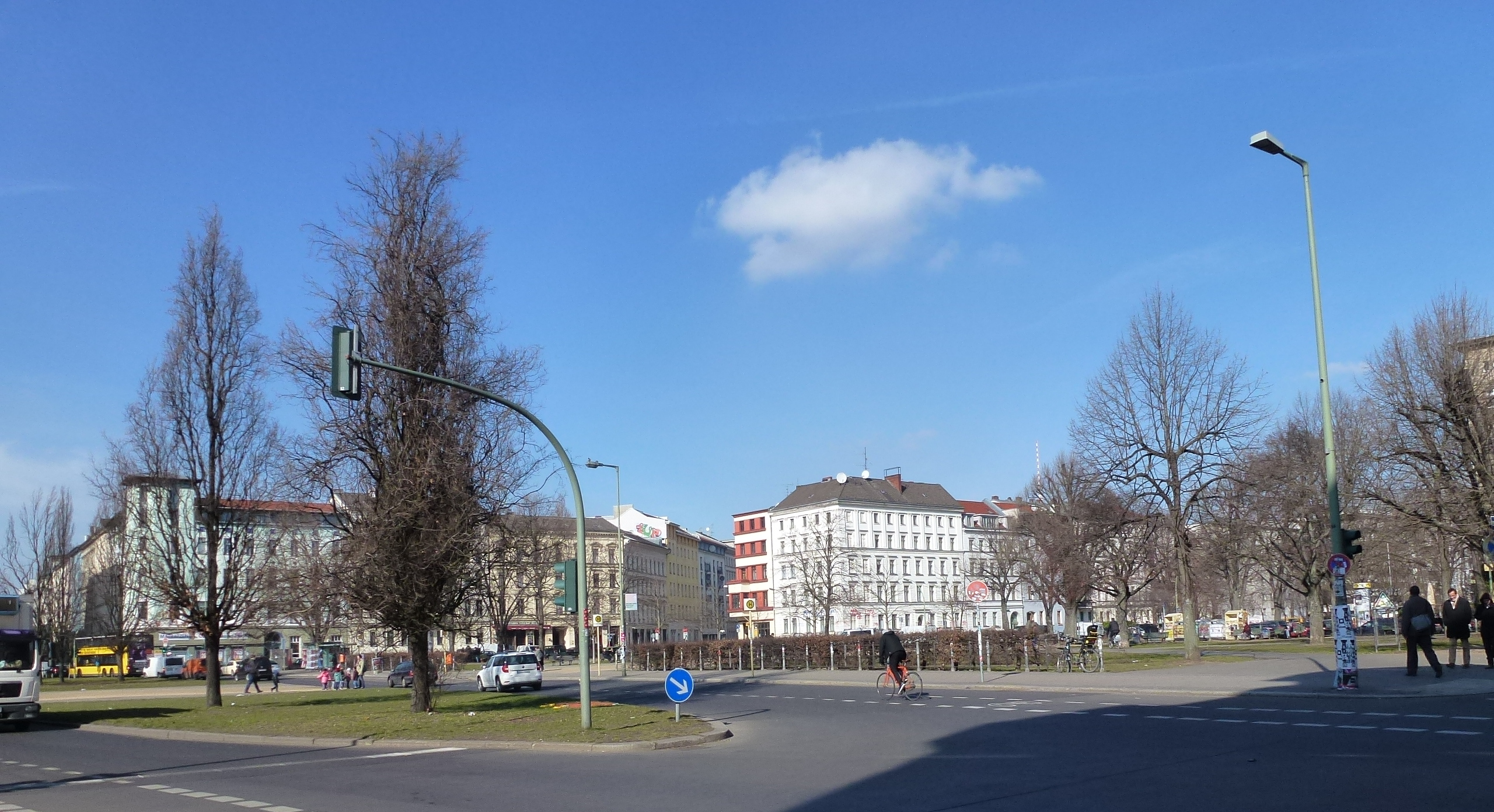
La Oranienplatz en Berlín - Kreuzberg

A través de los encuentros conjuntos de cocina, se desarrolla la idea que los refugiados puedan dar clases de cocina. Esta idea evoluciona en el marco del Dach vom Social Impact Lab, la primavera de 2014. Lo más importante para los que tienen la iniciativa era reunir a los refugiados y a los habitantes locales en un mismo nivel. Mediante los cursos, el estatus de los refugiados varía de "la humildad del que suplica" y es sustituido por "la auto-conciencia de un experto".
Más tarde, se publica un segundo libro de cocina. Este contiene 36 recetas de 27 de refugiados. Los chefs vienen de países como por ejemplo el Afganistán, Siria, Guinea, Níger, Macedonia del Norte o Chechenia.
La idea original de la Asociación era la de permitir que los refugiados pudieran mostrar e introducir su cultura en el país, mediante la experiencia de cocinar conjuntamente con gente local. De este modo, a través de cocinar conjuntamente, los locales - que normalmente no tienen ninguna relación con los refugiados - adquieren otra dimensión de su situación, entendiendo mejor quién son y de dónde vienen.

## Actividades de la asociación
La Asociación ejecuta varios programas encaminados al apoyo de la Integración. Podemos encontrar el Programa Champion, el Satelliten Programm, Kitchen donde the Run, Job Buddy Programm y Building Bridges. En el Champion Programm se establecen redes sociales para los refugiados. La asociación apoya a éste mediante el coaching de voluntarios y la provisión de infraestructuras y recursos. Como actividades centrales encontramos el cocinar conjuntamente, deportes, canto o jardinería, pero también cursos de lengua. El Satelliten Programm incluye el apoyo satélite otras ciudades fuera de Berlín. En total, cuenta con 25 satélites de ÜberDenTellerrand presentes en los Países Bajos, Suiza, Austria y Alemania. La asociación ofrece a los satélites directrices estructuradas, borradores de trabajo y asesoramiento. Cada año se celebra desde la asociación un Satellitenkongress que consiste en que se unen todas las comunidades individuales y hacen un proyecto común. El programa Kitchen on the Run es una cocina móvil que, en el 2016, viajó por Italia, Francia, Alemania, Holanda y Suecia. La cocina móvil viaja por los países y en las paradas se reúnen los refugiados con la gente local, y cocinan de forma conjunta. El objetivo del programa es de difundir la idea de la asociación y de este modo, ampliar la red a nivel internacional. El proyecto es financiado a través del Advocate Europe Programm.  En el futuro se pretende construir una flota similar de cocinas móviles para utilizarlas en diferentes regiones. En el programa Job Buddy trabajadores experimentados ayudan los refugiados dándolos orientación respeto al mercado de trabajo, la preparación de la documentación por la aplicación al trabajo y guías para las entrevistas de trabajo. La Asociación apoya al programa, además, con conferencias y talleres temáticos. En el Building Bridges Programm  un equipo formado por un local a la vez que por un refugiado que ya lleva tiempo en la ciudad - provenientes del mismo origen -, dan apoyo a los recién llegados. A través de la combinación de locales y refugiados recientemente integrados, es más fácil superar las barreras del idioma. Además, ayuda a la integración de refugiados y a una mayor comprensión de las dificultades a las cuales se enfrentan los refugiados recién llegados.

## Premios y distinciones
- Ort im Land der Ideen (Lugar en el mundo de las ideas) 2016[6]
- Aktiv für Demokratie und Toleranz (Activos por la democracia y la tolerancia)  en 2015[7]
- Gastronomischer Innovator 2015[8]
- Advocate Europe el 2015[9]
- Exposición de la EXPO Milan 2015 en el Pabellón Alemán[10]

## Publicaciones
- Rezepte für ein besseres (Recetas para un mejor nosotros) Pearl, 2014, ISBN 978-3-95760-002-8
- Eine Prise Heimat: Das Fusiones-Kochbuch (Un pellizco de casa: El libro de cocina de fusión) Riva, 2016 ISBN 978-3-86883-606-6

## Enlaces
- Sitio web Oficial